# Fijispathius spinator
Fijispathius spinator är en stekelart som beskrevs av Belokobylskij, Iqbal och Austin 2004. Fijispathius spinator ingår i släktet Fijispathius och familjen bracksteklar. Inga underarter finns listade i Catalogue of Life.